# Manfred Sihle-Wissel

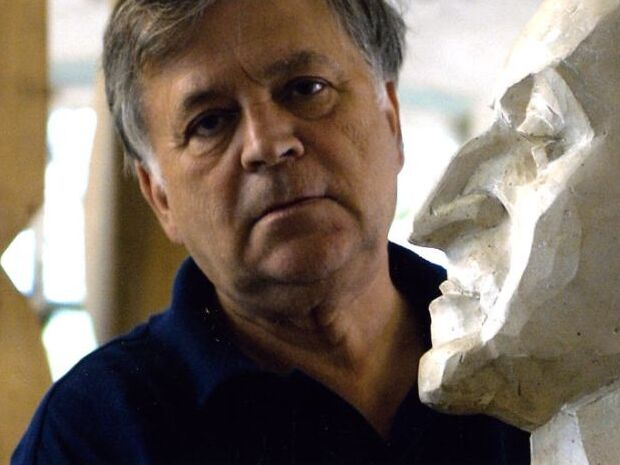
Manfred Sihle-Wissel (1999)

Manfred Sihle-Wissel (* 28. März 1934 in Tallinn, Estland) ist ein deutscher Bildhauer.

## Leben und Werk

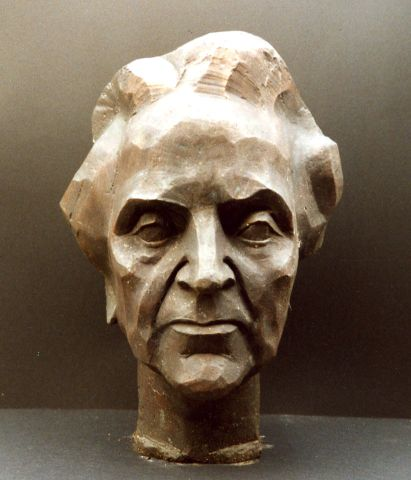
Marion Gräfin Dönhoff, 1998, Bronze

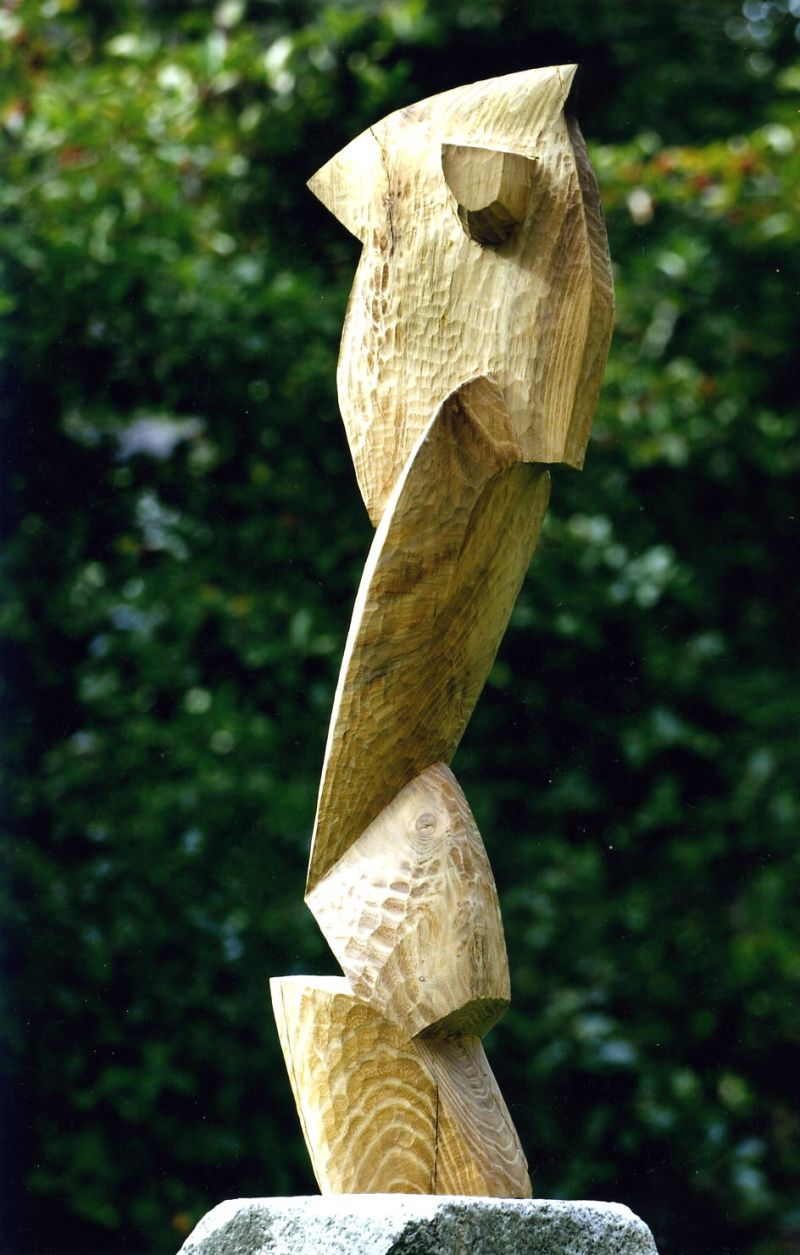
Figur 2002, Akazie

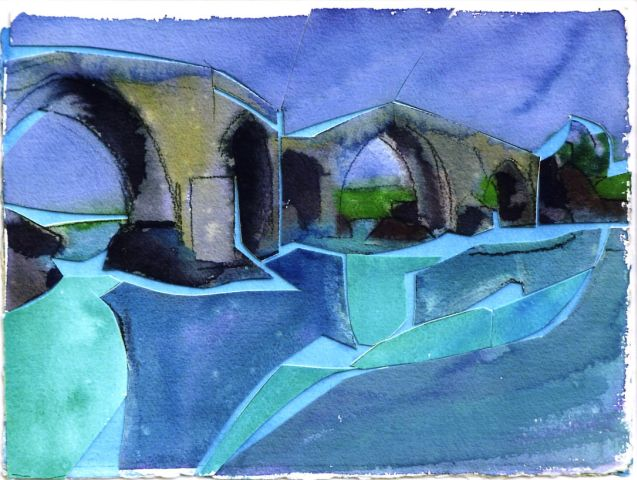
Römisch-seldschukische Brücke bei Aspendos, 1999, Aquarell/Collage

Manfred Sihle-Wissel wurde im Frühjahr 1934 als Sohn von Hertha (geb. von Wissel) und Viktor Sihle in Tallinn geboren. Auf die Umsiedlung seiner Familie ins Wartheland im Jahr 1939 folgte 1945 die Flucht nach Hamburg. Dort studierte er von 1954 bis 1959 an der Kunstgewerbeschule Hamburg, wo seine Lehrer die Bildhauer Edwin Scharff und Hans Martin Ruwoldt waren. Seit 1959 arbeitet Sihle-Wissel als freischaffender Bildhauer. An der Kieler Muthesius-Schule hatte er eine einjährige Gastdozentur inne. Seit 1981 wohnt und arbeitet er in Brammer bei Rendsburg.
Sihle-Wissels umfangreiches Œuvre umfasst Skulpturen, Plastiken, Zeichnungen und Aquarelle. Er ist bekannt für seine klaren Formensprache und die Verwendung von Materialien wie Zeder, Pinie und Eiche. In seinen Arbeiten bezieht er oft Astlöcher und Maserungen des Holzes mit ein. Seit den 1990er Jahren integriert er auch Farbe in seine Holzarbeiten.
Zu seinen bekanntesten Porträtbüsten zählen Darstellungen von Persönlichkeiten wie Helmut Schmidt (1997), Marion Gräfin Dönhoff (1998) und Walter Kempowski (2000). Unter seinen Skulpturen finden sich Werke wie die Madonna der Meere, ein Bronzemonument am Altonaer Fischmarkt in Hamburg (1985), und der ebenfalls aus Bronze geschaffene Gottorfer Phönix auf der Blumenterrasse von Schloss Gottorf (2011).
Sihle-Wissel wurde mehrfach ausgezeichnet, darunter mit dem Edwin-Scharff-Preis im Jahr 1972 und dem Kunstpreis der Schleswig-Holsteinischen Wirtschaft im Jahr 1987. Laut der Begründung zur Preisvergabe gehört sein Werk „zu den Höhepunkten der Norddeutschen Bildhauerkunst in der zweiten Hälfte des zwanzigsten Jahrhunderts“. Seine Arbeiten sind in verschiedenen Museen vertreten, darunter das Museum für Kunst und Gewerbe Hamburg und die Hamburger Kunsthalle.
Anlässlich seines 80. Geburtstages ehrte das Schleswig-Holsteinische Landesmuseum Manfred Sihle-Wissel im Jahr 2014 mit einer Retrospektive in der Reithalle von Schloss Gottorf. Diese Retrospektive umfasst nicht nur Bronze- und Holzplastiken, sondern auch Zeichnungen und Aquarelle. Fünf Jahre später, zu seinem 85. Geburtstag, zeigte die Gerisch-Stiftung in Neumünster 2019 über 200 Werke des Künstlers aus sechs Jahrzehnten in einer Ausstellung unter dem Titel „Ago Egi Actum“.
Im April 2023 fand in der Hamburger Hauptkirche Sankt Katharinen die Ausstellung „Holz Leben Holz“ statt, in der die Holzskulpturen von Manfred Sihle-Wissel erstmals in einem kirchlichen Rahmen präsentiert wurden. Die Ausstellung lief vom 26. März bis zum 23. April 2023 und wurde im Rahmen eines Gottesdienstes eröffnet.
Anlässlich seines anstehenden 90. Geburtstags strahlte der Fernsehsender NDR im Rahmen des Magazins Nordtour am 16. März 2024 eine vierminütiges Filmporträt über den Künstler aus.

## Werke (Auswahl)

### Porträts
- Adriana Altaras (1995)
- Carl von Ossietzky (Oldenburg (Oldenburg) 1996)
- Marion Gräfin Dönhoff (1998)
- Gerd Bucerius (1998)
- Helmut Schmidt (1997)
- Walter Kempowski (2000)
- Wilhelm Lehmann (2005)
- Arno Surminski (2007)[6]
- Lorenz von Stein (2015)[7]

### Skulpturen
- 1967/1986: Reiterkampf, Grunewaldstraße 74, 22149 Hamburg (Rahlstedt)[8]
- 1978: Stele, Aufgesägter Eichenstamm im Skulpturenpark Nortorf
- 1985: Madonna der Meere, Bronzemonument am Altonaer Fischmarkt in Hamburg
- 2011: Gottorfer Phönix, Bronzemonument auf der Blumenterrasse am Globushaus im Neuwerkgarten von Schloss Gottorf

## Auszeichnungen
- 1972: Edwin-Scharff-Preis
- 1975: Mitglied der Freien Akademie der Künste in Hamburg[9]
- 1987: Kunstpreis der Schleswig-Holsteinischen Wirtschaft
- 2003: Brahmspreis[10]

## Kataloge
im Wachholtz Verlag, Neumünster:
- Manfred Sihle-Wissel. Retrospektive. 2014. ISBN 978-3-529-02872-4.
- Handelskammer Hamburg 2009. ISBN 978-3-529-02772-7.
- Köpfe 2008. ISBN 978-3-529-02773-4.
- Cismar 2004. ISBN 3-529-02787-1.
- Köpfe 2004. ISBN 3-529-02786-3